# Bona Bevilacqua

Stemma dei Bevilacqua.

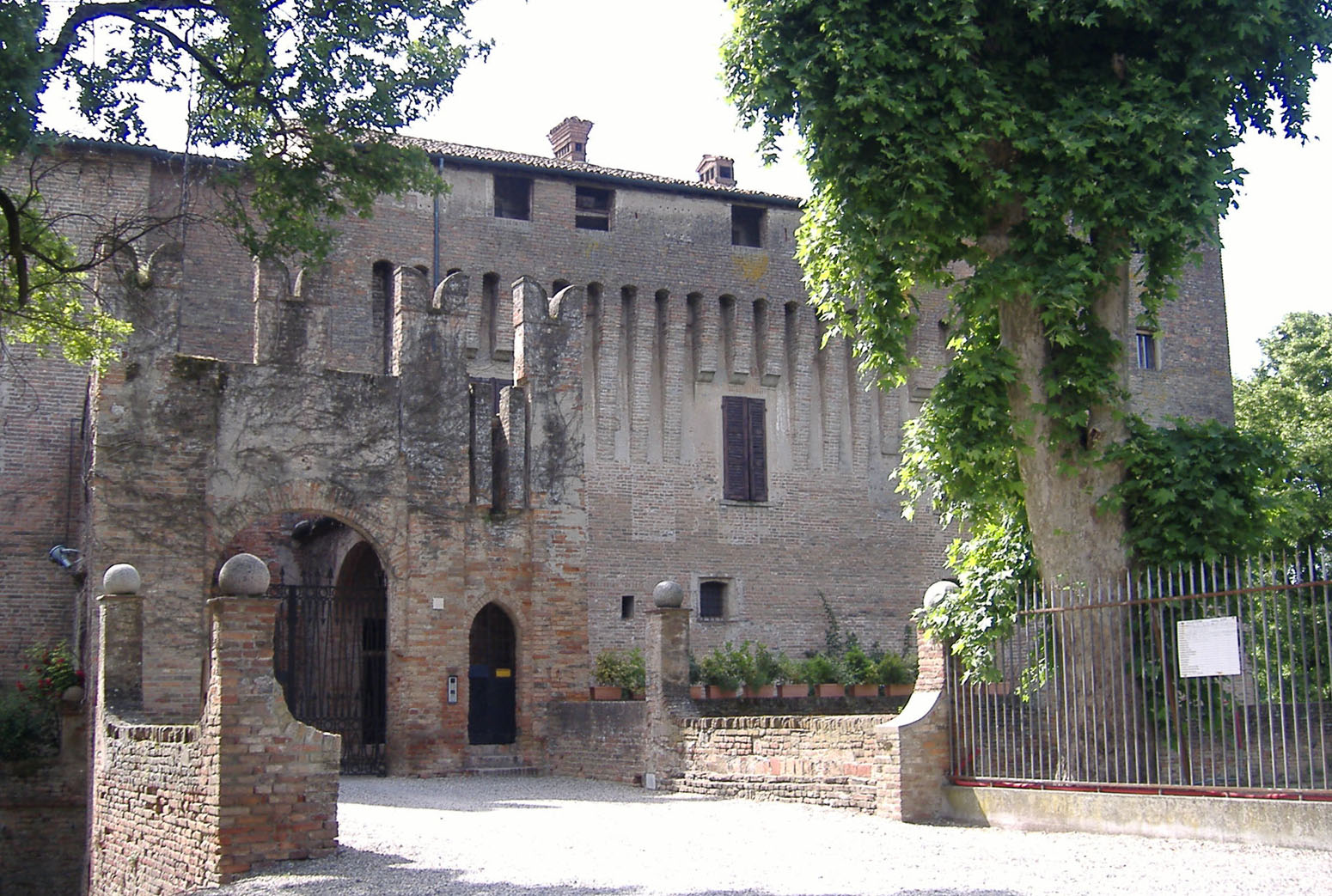
Castello di Maccastorna

Bona Bevilacqua (... – Verona, 24 marzo 1530) è stata una nobildonna italiana.

## Biografia
Era figlia del marchese Galeotto Bevilacqua di Ferrara, erede del marchesato di Maleo. Nel 1484 ebbe il privilegio di possesso del feudo di Maccastorna, toltole dai parenti nel 1489 e riavuto nel 1499 per amicizia dei Trivulzio coi francesi. Il duca di Milano Francesco II Sforza glielo confiscò, restituendoglielo nel 1526. Con la pace di Bologna del 1530, che sancì il possesso di Maccastorna a Bona con godimento anche del marito Teodoro. Il feudo tornò in possesso dei Bevilacqua nel 1533, tre anni dopo la morte di Bona, avvenuta nel 1530.

## Discendenza
Sposò bel 1531 il Maresciallo di Francia Teodoro Trivulzio, dal quale ebbe una figlia, Giulia, erede del padre; sposò Giovanni Francesco Trivulzio, marchese di Vigevano.